# Glucagon

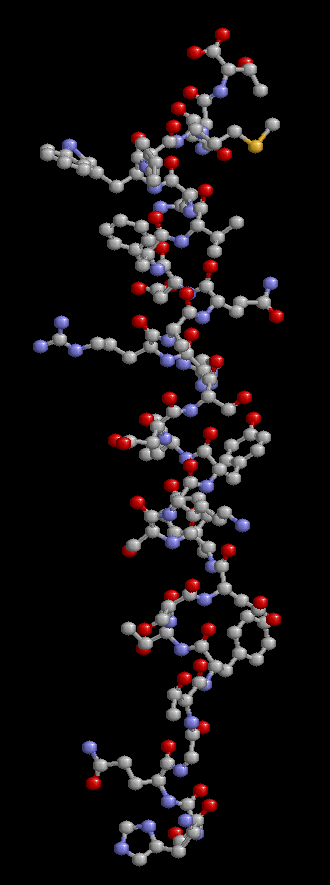
Glucagonmodel

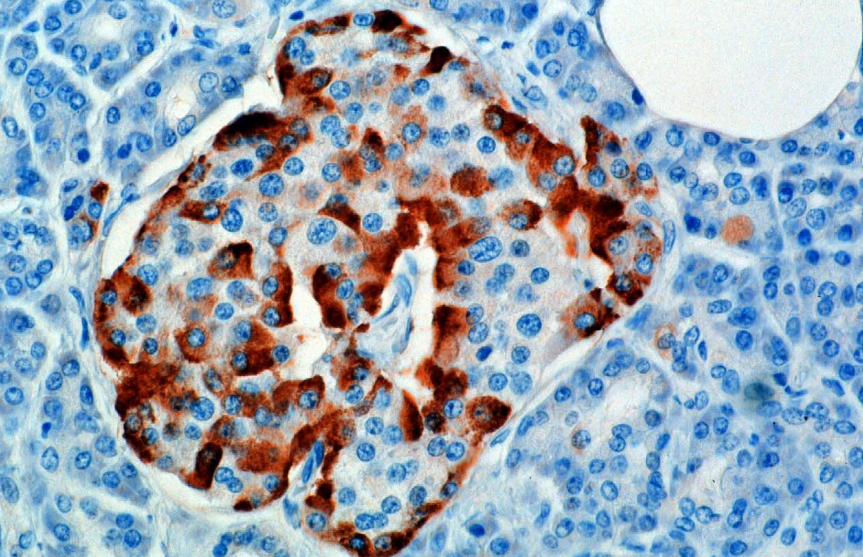
Een microscopische opname van weefsel gekleurd voor glucagon

Glucagon is een katabool polypeptide-hormoon (MW 3,5 kDa) dat wordt geproduceerd in de alvleesklier, (meer bepaald in de endocriene α-cellen op de Eilandjes van Langerhans). Glucagonproductie vindt ook plaats in de darm. 

## Werking
In tegenstelling tot insuline, dat de bloedsuikerspiegel verlaagt, verhoogt glucagon de bloedsuikerspiegel. Het stimuleert onder andere de glycogenolyse (de afbraak van glycogeen tot glucose).
Ook wordt de proteolyse (van eiwit naar aminozuren) en de lipolyse (vetverbranding)(van vet naar glycerol + vetzuren) gestimuleerd, waarbij de reservevoorraden (vet) worden aangesproken. De stoffen die hierbij vrijkomen kunnen hierna aangewend worden bij de gluconeogenese, waardoor glucose wordt gevormd. Door stimulering van levercellen door glucagon, geven deze cellen glucose af aan het bloed, waardoor de bloedglucosewaarden worden verhoogd.

## Diabetes
Mensen met diabetes hebben vaak een injectiespuit met glucagon in huis, die ze in uiterste gevallen bij een hypoglykemie kunnen gebruiken. Op dit moment wordt er in Nederland gewerkt aan een kunstmatige alvleesklier voor diabetespatiënten die zowel uit een insuline- als een glucagonpomp bestaat. Hiermee komt de werking meer in lijn met het menselijk lichaam dat ook beide hormonen gebruikt om de bloedsuikerwaarden in het bloed te regelen.

## Opmerkingen
Licht verhoogde glucagonconcentraties worden onder andere ook gevonden bij het syndroom van Cushing, diabetische ketoacidose, trauma, sepsis en andere neuroendocriene tumoren.

## Empirische formule
De molecuulformule van Glucagon is C153H225N43O49S.